# 越南共和國第21步兵師
第21師是隸屬於越南共和國陸軍（南越陸軍）第4軍的一支師級步兵戰鬥單位，責任轄區為國土最南端的湄公河三角洲區域。
該師的總部位於薄寮市，是全軍駐屯位置最南端的一個師，駐地內以叢林和沼澤為主。